# Oenoptila separata
Oenoptila separata là một loài bướm đêm trong họ Geometridae.